# John Donnelly
John Donnelly   (Toronto, 19 de març de 1905 - Toronto, 19 d'agost de 1986) fou un remer canadenc que va competir durant la dècada de 1920.
El 1928 va prendre part en els Jocs Olímpics d'Amsterdam, on disputà la prova del vuit amb timoner del programa de rem, en què guanyà la medalla de bronze. N'era el timoner.